# Guilherme de Almeida
Guilherme de Almeida es un deportista brasileño que compitió en vela en la clase Star. Ganó una medalla de oro en el Campeonato Mundial de Star de 2018 y una medalla de bronce en el Campeonato Europeo de Star de 2015.

## Palmarés internacional
| Campeonato Mundial | Campeonato Mundial      | Campeonato Mundial | Campeonato Mundial |
| Año                | Lugar                   | Medalla            | Clase              |
| ------------------ | ----------------------- | ------------------ | ------------------ |
| 2018               | Oxford (Estados Unidos) | Medalla de oro     | Star               |
| Campeonato Europeo |                         |                    |                    |
| Año                | Lugar                   | Medalla            | Clase              |
| 2015               | Gaeta (Italia)          | Medalla de bronce  | Star               |

1. ↑  En algunas ediciones del Campeonato Europeo se permitió la participación de regatistas de otros continentes.